# Cupiennius salei
Cupiennius salei — великий павук родини Ctenidae, поширений у Центральній Америці. З середини 1950-тих років його розводили у наукових лабораторіях Німеччини, а пізніше й інших країн. Модельний об'єкт досліджень фізіології, біохімії, поведінки павуків.

## Опис
Великий паук з довжиною тіла близько 4 см. Тіло брунатного кольору.

## Поширення
Описаний з південно-східної Мексики, також знайдений у Гондурасі, Нікарагуа та на острові Гаїті. Зустрічається на висотах від 200 до 1300 м. н. р. м.